# موزیک عاشقانه
موزیک عاشقانه (انگلیسی: Lake Placid Serenade) یک فیلم در ژانر موزیکال است که در سال ۱۹۴۴ منتشر شد.

## بازیگران
- ورا رالستون
- یوجین پلت
- باربارا جو آلن
- والتر کتلت
- لوید کوریگان
- روی راجرز
- جن دنر
- چستر کلوت